# Yugoslavia en los Juegos Paralímpicos de Innsbruck 1988
Yugoslavia estuvo representada en los Juegos Paralímpicos de Innsbruck 1988 por tres deportistas masculinos. El equipo paralímpico yugoslavo no obtuvo ninguna medalla en estos Juegos.